# Melizzano
Melizzano är en ort och kommun i provinsen Benevento i regionen Kampanien i Italien. Kommunen hade 1 811 invånare (2017).